# Pogăceaua
Pogăceaua (Mezőpagocsa en hongrois) est une commune roumaine du județ de Mureș, dans la région historique de Transylvanie et dans la région de développement du Centre.

## Géographie
La commune de Pogăceaua est située dans le nord-ouest du județ, dans les collines de Comlod, à 24 km au nord-ouest de Târgu Mureș, le chef-lieu du județ.
La municipalité est composée des dix villages suivants (population en 2002) :
- Bologaia (37) ;
- Ciulea (154) ;
- Deleni (101) ;
- Fântâna Babii (0) ;
- Pârâu Crucii (131) ;
- Pogăceaua (1 117), siège de la municipalité ;
- Scurta (17) ;
- Sicele (49) ;
- Valea Sânpetrului (60) ;
- Văleri (317).

## Histoire
La première mention écrite du village date de 1345 sous le nom de Pakachatelke.
La commune de Pogăceaua a appartenu au royaume de Hongrie, puis à l'empire d'Autriche et à l'Empire austro-hongrois.
En 1876, lors de la réorganisation administrative de la Transylvanie, elle a été rattachée au comitat de Maros-Torda.
La commune de Pogăceaua a rejoint la Roumanie en 1920, au traité de Trianon, lors de la désagrégation de l'Autriche-Hongrie. Après le deuxième arbitrage de Vienne, elle a été occupée par la Hongrie de 1940 à 1944, période durant laquelle sa petite communauté juive fut exterminée par les nazis. Elle est redevenue roumaine en 1945.

## Politique
Le conseil municipal de Pogăceaua compte 11 sièges de conseillers municipaux. À l'issue des élections municipales de juin 2008, Viorel Șuteu (PD-L) a été élu maire de la commune.
| Parti                                                | Nombre de conseillers |
| ---------------------------------------------------- | --------------------- |
| Parti démocrate-libéral (PD-L)                       | 4                     |
| Parti social-démocrate (PSD)                         | 3                     |
| Parti de la Nouvelle Génération - Chrétien-démocrate | 2                     |
| Parti national libéral (PNL)                         | 1                     |
| Parti tsigane "Pro Europa"                           | 1                     |

## Religions
En 2002, la composition religieuse de la commune était la suivante :
- Chrétiens orthodoxes, 94,70 % ;
- Pentecôtistes, 1,71 % ;
- Réformés, 1,46.

## Démographie
En 1910, la commune comptait 1 552 Roumains (77,72 %), 321 Hongrois (16,07 %) et 124 Tsiganes (6,21 %).
En 1930, on recensait 1 963 Roumains (85,80 %), 221 Hongrois (9,66 %), 4 Juifs (0,17 %) et 100 Tsiganes (4,37 %).
En 2002, 1 765 Roumains (89 %) côtoient 26 Hongrois (1,31 %) et 192 Tsiganes (9,68 %). On comptait à cette date 824 ménages et 845 logements.
| 1850  | 1880  | 1900  | 1910  | 1930  | 1956  | 1977  | 1992  | 2002  |
| ----- | ----- | ----- | ----- | ----- | ----- | ----- | ----- | ----- |
| 1 470 | 1 352 | 1 823 | 1 997 | 2 288 | 3 052 | 2 594 | 1 879 | 1 983 |

| 2007  | - | - | - | - | - | - | - | - |
| ----- | - | - | - | - | - | - | - | - |
| 2 030 | - | - | - | - | - | - | - | - |

## Économie
L'économie de la commune repose sur l'agriculture et l'élevage.